# کلیسای سنت مری، ویمبلدون
کلیسای سنت مری (انگلیسی: St Mary's Church) کلیسایی در انگلستان است که در جنوب غربی لندن واقع است. از قرن دوازدهم وجود داشته‌است و ممکن است کلیسایی باشد که در کتاب روز رستاخیز در مورت‌لیک ثبت شده‌است. این کلیسا هنوز مورد استفاده است و از سال ۱۹۴۹ یک بنای فهرست‌شدهٔ درجهٔ دوم محسوب می‌شود.
ساختمان کلیسای فعلی در سال ۱۸۴۳ توسط جورج گیلبرت اسکات طراحی شد.